# Эспрессо TV
Эспре́со TV (укр. Еспресо TV) — украинский информационный телеканал, созданный в 2013 году. 24 ноября 2013 года начал тестовое вещание через спутник Astra 4A в 12:30 с митинга оппозиции. Вёл прямые трансляции с Евромайдана в Киеве.

## История
Телеканал начал вещание без лицензии. Национальный совет по вопросам телевидения и радиовещания снял с повестки дня заседания 20 ноября вопрос о выдаче лицензии каналу «Эспрессо TV».
Первоначально телеканал «Эспрессо TV» планировался под названием «Новости-TV». Именно из-за сходства его предыдущего логотипа со знаком для товаров и услуг, который принадлежит ТРК «Украина», канал не получил лицензии Нацсовета на спутниковое вещание. Однако, по мнению руководства «Эспрессо TV», члены Нацсовета в отказе предоставления лицензии заказчику превысили свои служебные полномочия.
9 октября 2014 Национальный совет Украины по вопросам телевидения и радиовещания переоформил лицензию ООО «Голдберри» на цифровое эфирное вещание в мультиплексе МХ-3 в связи со сменой директора, редакционного совета, логотипа, программной концепции и адреса студии. Согласно внесенным изменениям, отныне на месте «Голдберри» в мультиплексе вещает телеканал «Эспрессо TV».
4 декабря 2014 года телеканал транслировал в прямом эфире Послание В. В. Путина более одного часа, что стало причиной скандала. Национальный совет по вопросам телевидения и радиовещания объявил телеканалу предупреждение за трансляцию в прямом эфире обращения президента РФ.

## Собственники и руководство
Учредителями компании с момента её основания были жена Николая Княжицкого Лариса Княжицкая (99 %) и бывший главный редактор еженедельника «Комментарии» Вадим Денисенко, который является главным редактором телеканала (1 %).
В августе 2017 года изменилась структура акционеров: вместе с Ларисой Княжицкой (30 %) ими стали жена главы МВД Украины Арсена Авакова Инна Авакова (40 %) и бывший премьер-министр Украины Арсений Яценюк (30 %).

## Деятельность
Телеканал представляет множество репортажей и программ на разную тематику: экономика, спорт, культура, мир, хай-тек. Канал вел трансляции с Майдана Незалежности и горячих мест противостояний в Киеве в 2013 и 2014 годах.

### Программы телеканала
- Новини
- Великий ефір Василя Зими
- Інтерв’ю
- Суботній політклуб
- Політклуб Віталія Портникова
- Студія Захід
- Вердикт з Сергієм Руденком
- ЕСПРЕСО: ДЕБАТИ
- Футбольний формат
- Вечір з Мирославою Барчук
- Вечір з Єгором Чечериндою
- Вечір з Марією Гурською
- Княжицький
- МаринаД
- Гумор кабаре Вечір колєг
- #Скандали_тижня
- АВТОекспрес
- Поліцейська хвиля
- ШУСТРОВА LIVE
- Вартові Еспресо
- Авторська програма ЧБшоу
- Міжнародний огляд з Юрієм Фізером
- Культ: Експрес з Марією Бурмакою
- Світ цього тижня
- Pro здоров`я з Іриною Коваль
- Успішні в Україні
- Мандруй своє
- Агро-експрес
- ENERGO LIVE
- Людина і право
- Досьє з Сергієм Руденком
- Ваша Свобода
- Культура
- Спорт
- Технології
- Преса з Еспресо
- «Відповіді» з Ольгою Лень
- #bezvizUA
- Pro Кіно UA
- Покоління У
- Патруль
- Про політику
- Блог «Вулицями Києва»
- Ми Разом
- Російськомовні новини
- Донбас. Реалії
- Нічна варта
- Про актуальне
- 10 цвяхів
- Погляд блогера
- Спецпроекти
- Як розбагатіти? з Олександром Савченко
- Інформаційний weekend
- Тендерна Україна
- Про гроші

## Рейтинги
По итогам января 2014 года сайт телеканала попал в тройку лидеров по посещаемости с результатом 745 тысяч зрителей.

## Хакерские атаки
19 февраля 2024 года около 19:30 неизвестные хакеры получили доступ к эфирному сигналу телеканала Эспрессо. Злоумышленники разместили в эфире телеканала короткий ролик с кадрами разрушенных украинских городов, видео с Джозефом Байденом и призывом остановиться, намекая на якобы причастность США к войне в Украине.
16 декабря 2024 года около 12:50 злоумышленники получили несанкционированный доступ к серверу телеканала и попытались транслировать видеоролик с поддельным обращением президента Украины Владимира Зеленского на русском языке.